# Voyage (låt)
Voyage är en låt framförd av den schweiziska sångerskan Zoë Më. Låten, som är skriven av Zoë Më tillsammans med  Emily Middlemas och Tom Oehler, representerade Schweiz i Eurovision Song Contest 2025 i Basel i Schweiz där den slutade på tionde plats.